# Nintendo Switch Pro Controller

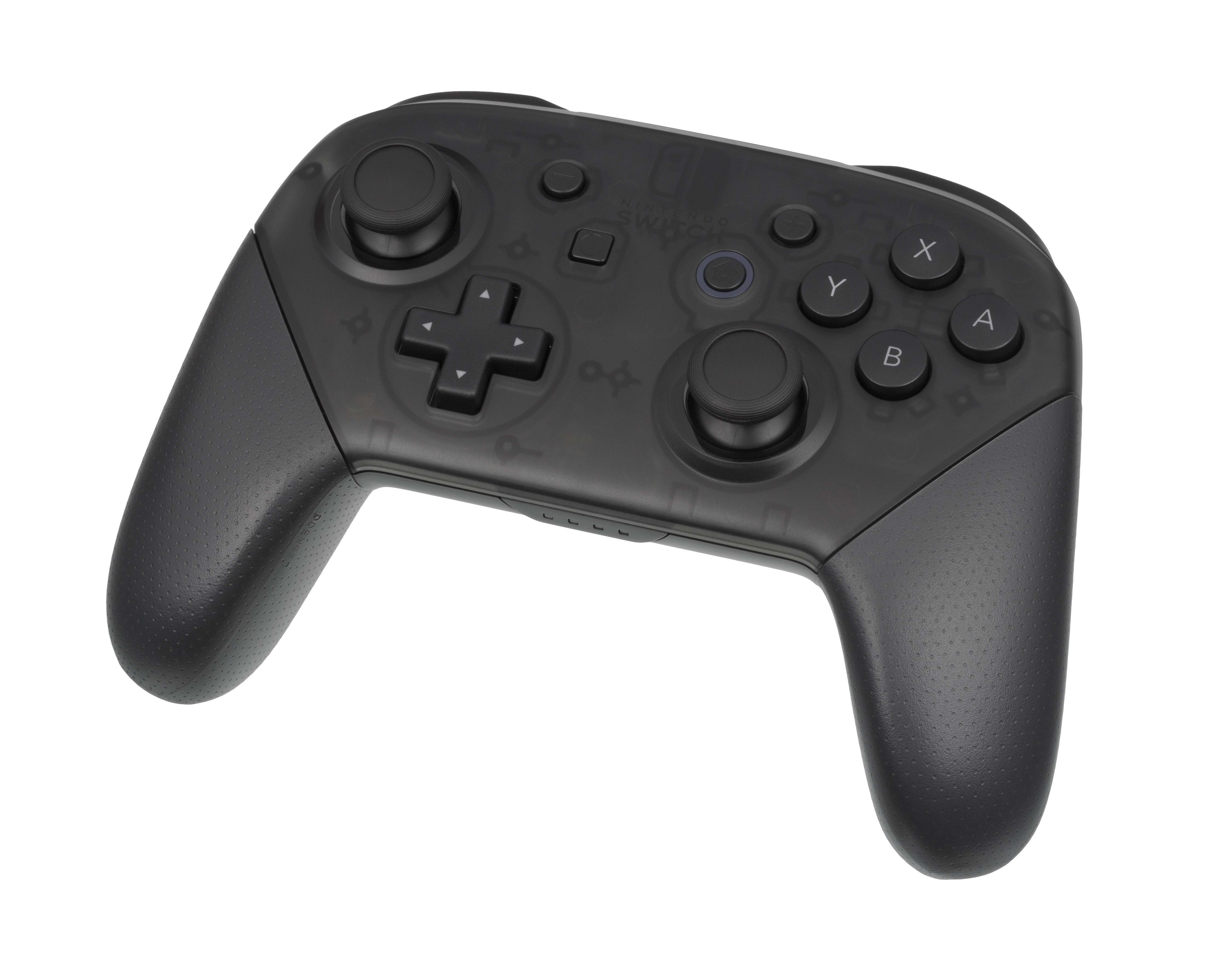

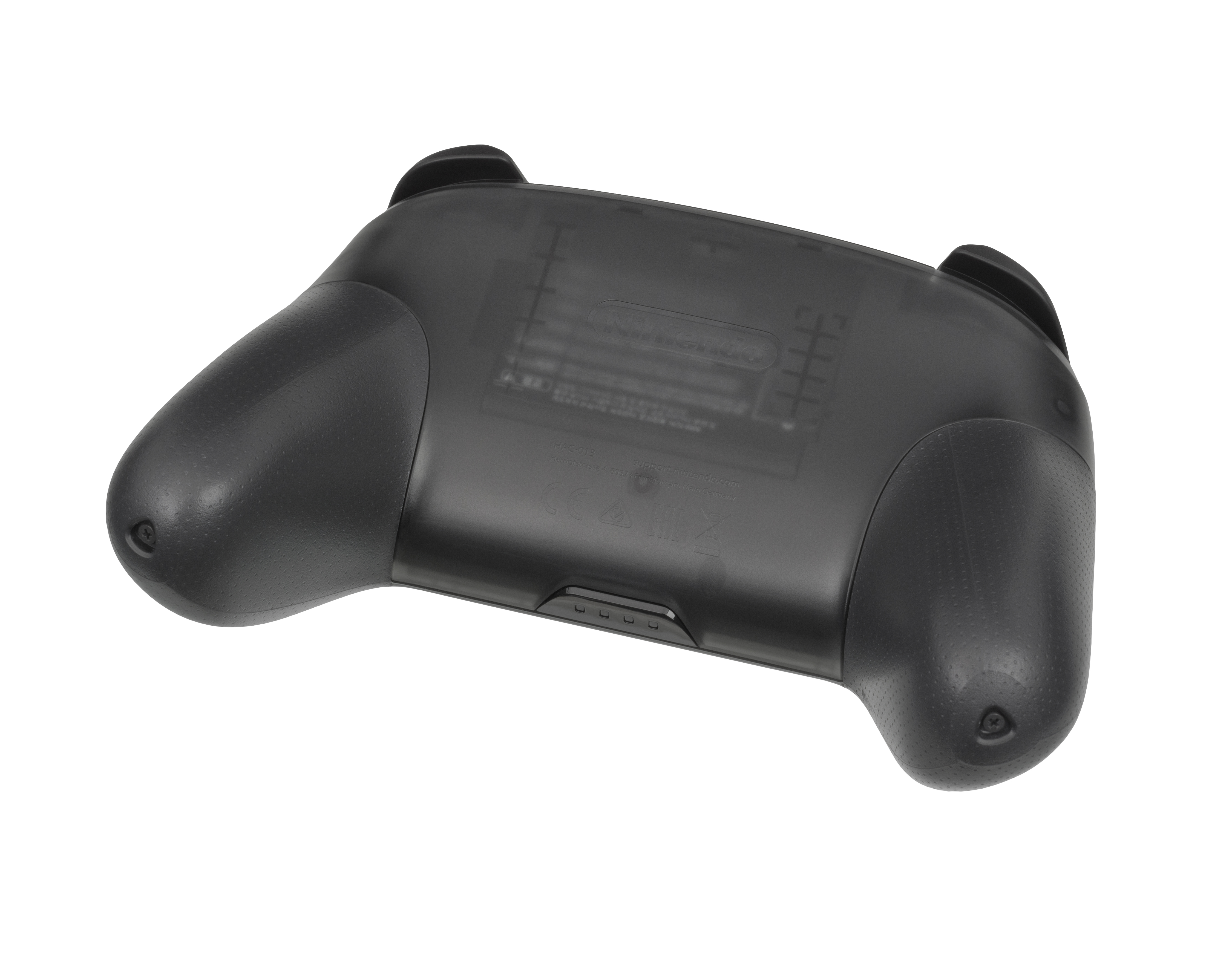
Il retro del controller

Il Nintendo Switch Pro Controller è un controller prodotto da Nintendo a partire dal 2017 per il Nintendo Switch. Il numero identificativo associato da Nintendo all'accessorio è HAC-013.

## Descrizione e caratteristiche
Il Nintendo Switch Pro Controller incorpora una disposizione dei pulsanti simile al Wii Classic Controller Pro, ma utilizza un layout dello stick analogico sfalsato utilizzato dal controller per GameCube e dalla famiglia di controller Xbox di Microsoft. Il suo design è simile al controller Xbox. È possibile utilizzare fino a otto controller Pro contemporaneamente con Nintendo Switch. Il Pro Controller supporta anche la comunicazione di prossimità da utilizzare con gli amiibo di Nintendo, così come Rumble HD e controlli di movimento. La batteria del controller impiega circa 6 ore per caricarsi completamente ed è sostituibile dall'utente con la stessa batteria (CTR-003) delle console di gioco portatili 3DS/2DS e dei Wii U Pro Controller. Quando è completamente carica, la durata della batteria del Nintendo Switch Pro Controller è di circa 40 ore.
Il controller utilizza un connettore USB-C per la ricarica. Viene fornito con un cavo di ricarica da USB-C a USB Tipo-A, che può essere collegato a una delle porte USB-A 2.0 sul Dock Switch.

### Tasti
- A, B, X, Y
- L ed R
- ZL e ZR
- Croce direzionale
- Due stick analogici premibili
- Pulsante -
- Pulsante +
- Pulsante HOME
- Pulsante di cattura (permette di acquisire screenshot o filmati del gioco a cui si sta giocando)

### Dati tecnici
- Peso: 249 g
- Connettività: Bluetooth 3.0, NFC (per gli amiibo). USB Type-C (ricarica)
- Sensori: accelerometro, giroscopio, Rumble HD[5]
- Batteria: 1.300 mAh
- Autonomia: 40 ore circa (dipende dall’utilizzo)[6]
- Tempo di ricarica completa: 6 ore (collegata alla dock)[4]

## Versioni
- Nero

### Versioni speciali
Oltre alla versione base, sono uscite delle versioni speciali del controller.
- Splatoon 2
- Super Smash Bros. Ultimate
- Xenoblade Chronicles 2
- Monster Hunter Rise
- Monster Hunter Rise: Sunbreak
- Splatoon 3
- The Legend of Zelda: Tears of The Kingdom

Uno speciale Pro Controller di Splatoon 2 edizione con le impugnature dorate è stato assegnato alla squadra vincitrice dell'Inkling Open del PAX East 2019 e al Splatoon 2 European Championship 2018-2019.
Uno speciale Pro Controller con impresso il logo di Super Smash Bros. è stato assegnato ai vincitori del torneo di Super Smash Bros. al PAX East 2019, così come a Shuto Moriya, il vincitore del torneo di Super Smash Bros. Ultimate al EVO Giappone 2020.

## Accoglienza
Antonio Fulcito di Multiplayer.it, ne ha elogiato: la qualità dei materiali dei materiali, l'impugnatura comoda e la qualità di NFC, giroscopio e vibrazione; ma ne ha criticato l'assenza di un jack per le cuffie e il rapporto qualità-prezzo.

## Messaggio nascosto
Sulla scheda madre del controller, se si tiene abbassato lo stick analogico destro e si guarda da vicino la plastica trasparente che lo ricopre (risulta più semplice puntando una luce), appare un messaggio nascosto che dice: "THX2ALLGAMEFANS!" (Grazie a tutti i giocatori!).  Il messaggio è stato scoperto per la prima volta su Twitter dall'utente giapponese "Geo Stream" il 4 marzo 2017, un giorno dopo il lancio di Switch.